# Alosa maeotica
Alosa maeotica es una especie de pez de la familia Clupeidae en el orden de los Clupeiformes.

## Morfología
Los machos pueden alcanzar 31 cm de longitud total.

## Reproducción
Desova en la primavera y a principios del verano.

## Alimentación
Come principalmente pececillos y, también,  gambas y otros crustáceos.

## Distribución geográfica
Se encuentra en Eurasia: Mar Negro y Mar de Azov

## Longevidad
Puede llegar a vivir 6 años.